# جایزه فناوری هزاره
جایزه فناوری هزاره (Millennium Technology Prize) یکی از جایزه‌های معتبر فناوری در جهان است. این جایزه به فناوری‌هایی اعطا می‌شود که باعث بهبود زندگی انسان شده یا در آینده خواهند شد. برخی‌ها از این جایزه به عنوان معادل جایزه نوبل در فناوری یاد می‌کنند. مبلغ جایزه یک میلیون یورو است که گرانبهاترین جایزه فناوری جهان است. این جایزه در سال ۲۰۰۴ بنیان‌گذاری شد و هر دو سال یکبار توسط رئیس‌جمهور فنلاند اهدا می‌شود.
نامزدهای این جایزه از میان دانشمندان سرتاسر جهان و تمامی رشته‌ها به جز فناوری‌های نظامی انتخاب می‌شوند.
سرمایه مورد نیاز این جایزه به‌طور مشترک توسط دولت فنلاند و چند شرکت صنعتی این کشور تأمین می‌شود.

## ملاک‌های جایزه
جایزه فناوری هزاره معمولاً با جایزه نوبل مقایسه می‌شود اما تفاوت آن‌ها در این است که این جایزه برخلاف نوبل برای یک عمر دستاورد علمی نیست بلکه مشوقی برای تحقیق و پژوهش بیشتر است. بنیاد فناوری هزاره ملاک‌های اصلی اعطای جایزه را موارد زیر می‌داند:
- نوآوری‌های تحول‌ساز در فناوری که با استفاده از روش‌های پایدار، باعث بهبود کیفیت زندگی انسان می‌شوند.
- نوآوری‌هایی که کاربردهای عملی پیدا کرده‌اند و باعث پیشرفت‌های چشمگیر در علم و فناوری شده یا در آینده خواهند شد.
- نوآوری‌هایی که راهگشای پژوهش‌ها و دستاوردهای پیشرفته در علم و فناوری می‌شوند.

## برندگان
بنیاد فناوری هزاره نام‌های برندگان این جایزه و دستاوردهای آنان را به شرح زیر اعلام کرده‌است:

سال: ۲۰۰۴
برنده: تیم برنرز لی
ملیت:  بریتانیا
دستاورد: شبکه جهانی وب

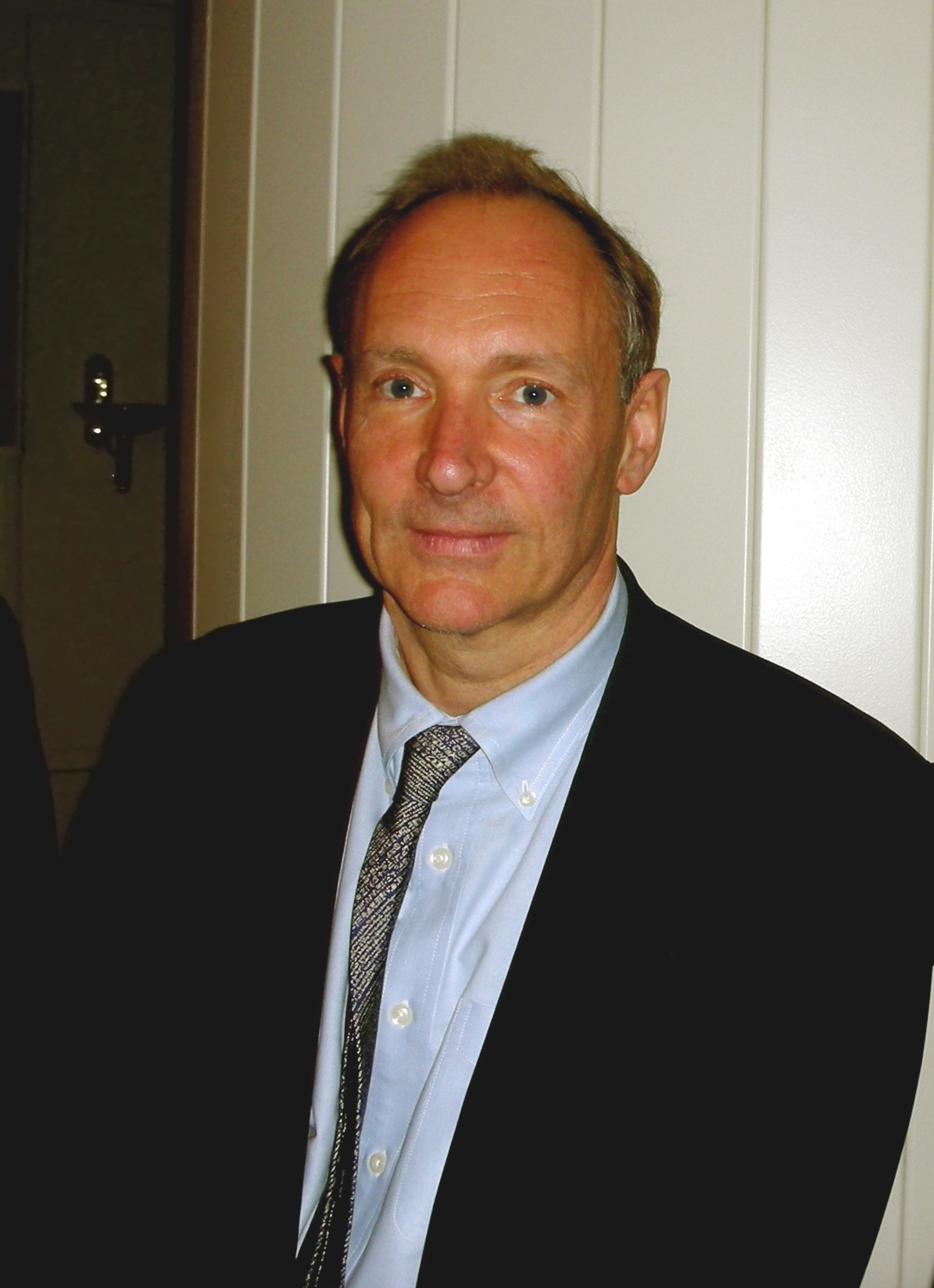
تیم برنرز لی

سر تیموتی جان برنرز لی به دلیل اختراع شبکه جهانی وب، به عنوان اولین برنده جایزه فناوری هزاره انتخاب شد. اختراع او باعث شد انسان به سادگی بی‌سابقه‌ای به اطلاعات مورد نیازش دست پیدا کند. اینترنت شکل جدیدی از شبکه‌های اجتماعی را ایجاد کرد که نقش مؤثری در نظارت بر شفافیت و نیز اصول دموکراسی دارند. برنز لی یک دانشمند علوم رایانه، استاد دانشگاه ام‌آی‌تی، استاد و پژوهشگر دانشگاه ساوت‌همپتون و رئیس کنسرسیوم شبکه جهانی وب است و تکامل وب را تحت نظر دارد. کمیته انتخاب برنده، ۷۸ نامزد را از ۲۲ کشور جهان بررسی کرد و از میان آنان برنز لی را شایسته دریافت جایزه دانست.
سال: ۲۰۰۶
برنده: شوجی ناکامورا
ملیت:  ژاپن

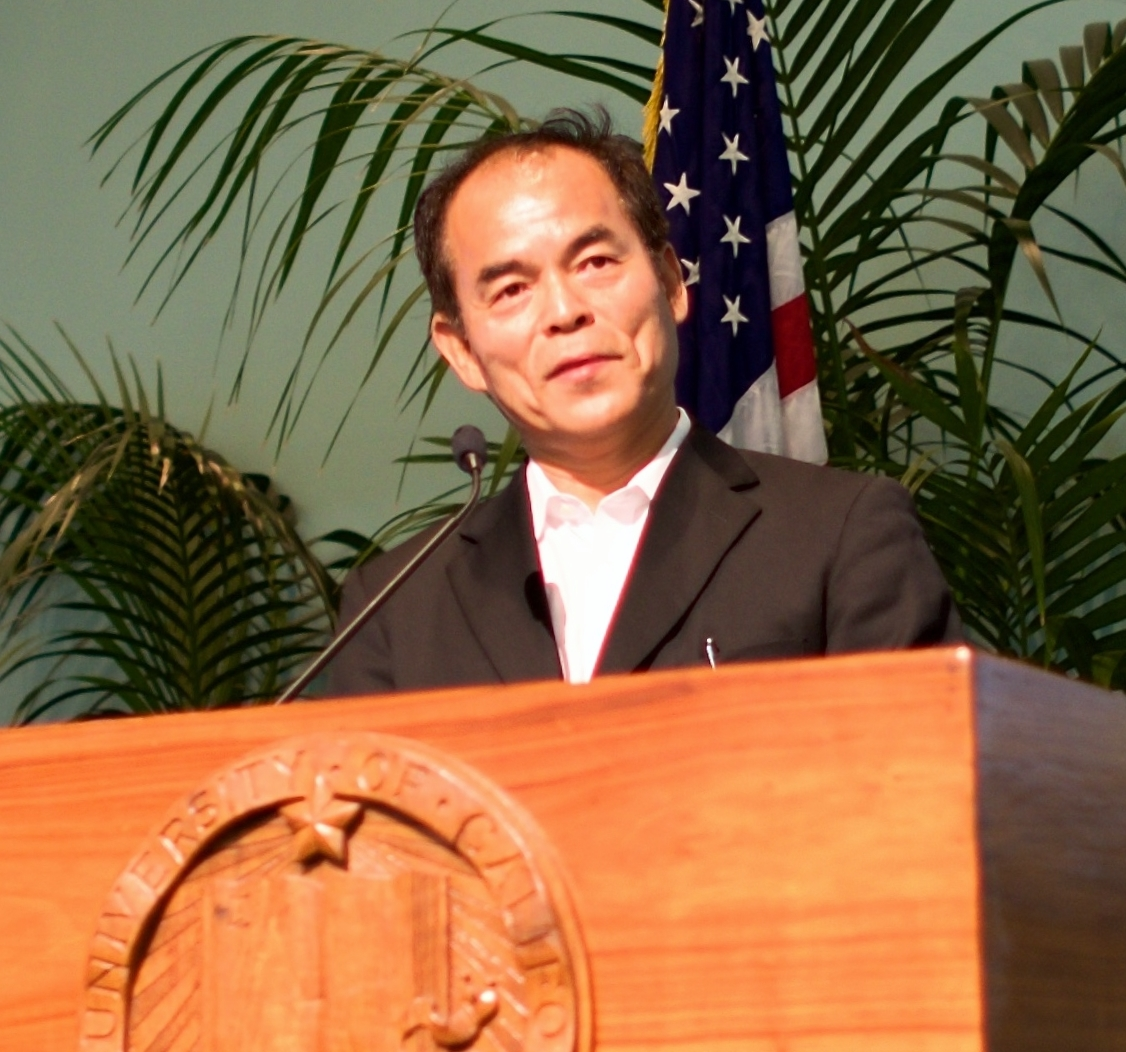
شوجی ناکامورا

دستاورد: اختراع دیودهای منتشرکننده نور آبی
دیودهای منتشرکننده نور یا ال‌ای‌دی‌ها از دهه ۱۹۶۰ شناخته شده بودند. مصرف انرژی ال‌ئی‌دی‌ها کم است، گرما تولید نمی‌کنند و طول عمر بالایی دارند؛ بنابراین ابزار مفیدی برای تولید نور به‌شمار می‌روند. اما علی‌رغم دهه‌ها تلاش، کسی موفق به ساخت دیود منتشر کننده نور آبی نشده بود. نور آبی برای تولید نور سفید ضروری است. در سال ۱۹۹۳ شوجی ناکامورا به وسیله ماده نیم‌رسانای گالیوم نیترید موفق به ساخت دیود نور آبی شد. سپس با ترکیب آن با نورهای قرمز و سبز، نور سفید تولید کرد. به این ترتیب یک منبع نور جدید و کم‌مصرف برای انسان ابداع کرد. علاوه بر آن ناکامورا با استفاده از همین فناوری موفق به تولید لیزر آبی شد. وی از میان ۱۰۹ نامزد از ۳۲ کشور جهان برگزیده شد.
سال: ۲۰۰۸
برنده: رابرت اس. لانگر
ملیت:  ایالات متحده آمریکا
دستاورد: رهایش کنترل شده دارو

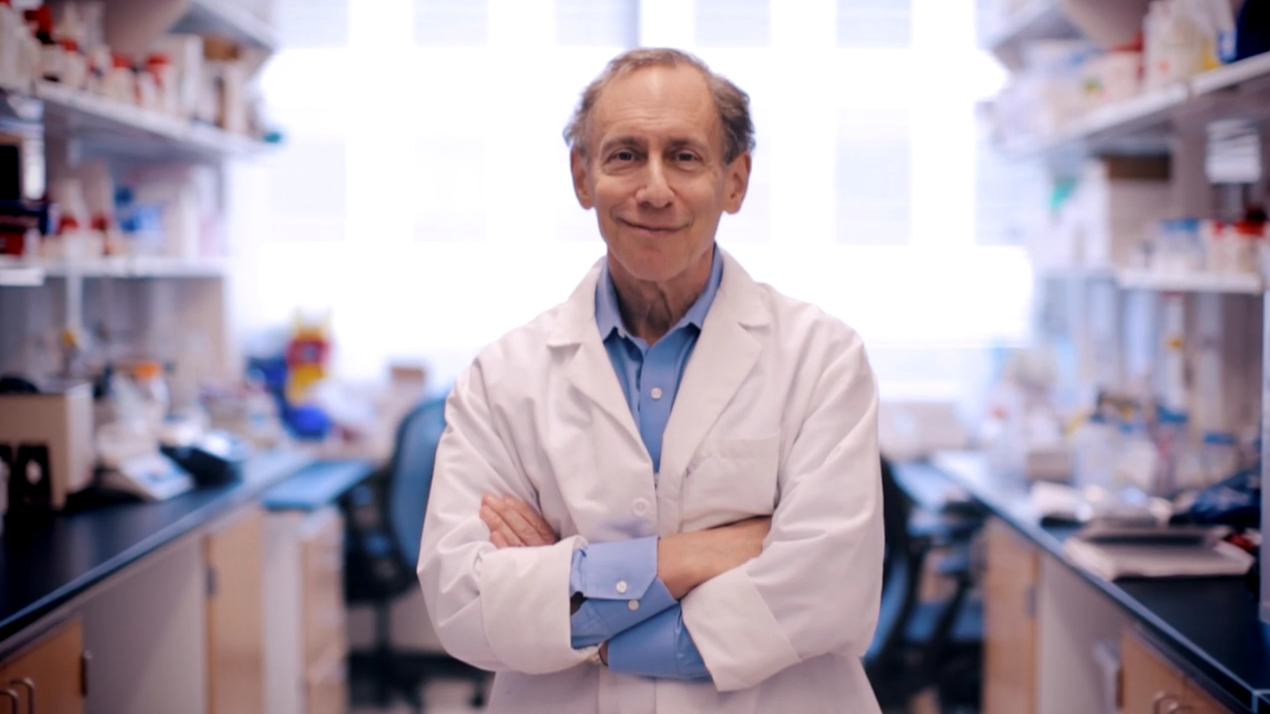
رابرت اس. لانگر

لانگر ابداع کننده پلیمرهایی است که مولکول‌های داروها را احاطه کرده و سپس آن‌ها را به آهستگی و تحت شرایط کنترل شده در بدن رها می‌کنند. در واقع پیش از کارهای لانگر نیز چنین پلیمرهایی وجود داشتند ولی تنها قادر به احاطه کردن مولکولهای ساده و کوچک بودند و با آن‌ها نمی‌شد مولکول‌های بزرگ و پیچیده را برای درمان بیماری‌هایی مثل سرطان یا دیابت به بافت‌های بدن رساند. لانگر برای حل این مشکل مولکول‌های درشت را با شبکه‌های پلیمری سه بعدی ویژه‌ای پوشاند. به نحوی که مولکول‌ها می‌توانند به آهستگی از میان این ساختارهای شبکه‌ای عبور کنند. علاوه بر آن ویژگی‌های این پلیمرها را می‌توان با استفاده از عوامل خارجی مانند میدان‌های مغناطیسی یا امواج فراصوتی نیز تغییر داد و نرخ رهایش دارو را به شکل مناسبی تنظیم کرد. این تحقیقات همچنین منجر به تولید زیست‌ماده‌هایی شد که می‌توانند جایگزین بافت‌های مختلف بدن بشوند.
سه فینالیست دیگر سال ۲۰۰۸ نیز هرکدام یک جایزه ۱۱۵۰۰۰ یورویی دریافت کردند:
- گروه امانوئل دزورویر (Emmanuel Desurvire)، رندی جیلز (Randy Giles) و دیوید پِین (David Payne)، برای ابداع تقویت‌کننده نوری که ظرفیت انتقال داده در فیبرهای نوری را به طرز بی‌سابقه‌ای افزایش داد.
- اندرو ویتِربی، برای ابداع الگوریتم ویتربی که مخابرات رادیویی بدون خطا برای فاصله‌های بسیار دور را امکان‌پذیر کرد.
- الک جان جفریز برای ابداع روش تعیین هویت ژنتیکی یا به اصطلاح «انگشت‌نگاری دی‌ان‌ای» که علاوه بر تشخیص سریع و قطعی پیوندهای خانوادگی، علوم قضایی و حقوقی را نیز متحول کرد.[۶]

سال: ۲۰۱۰
برنده: مایکل گرتزل
ملیّت:   سوئیس

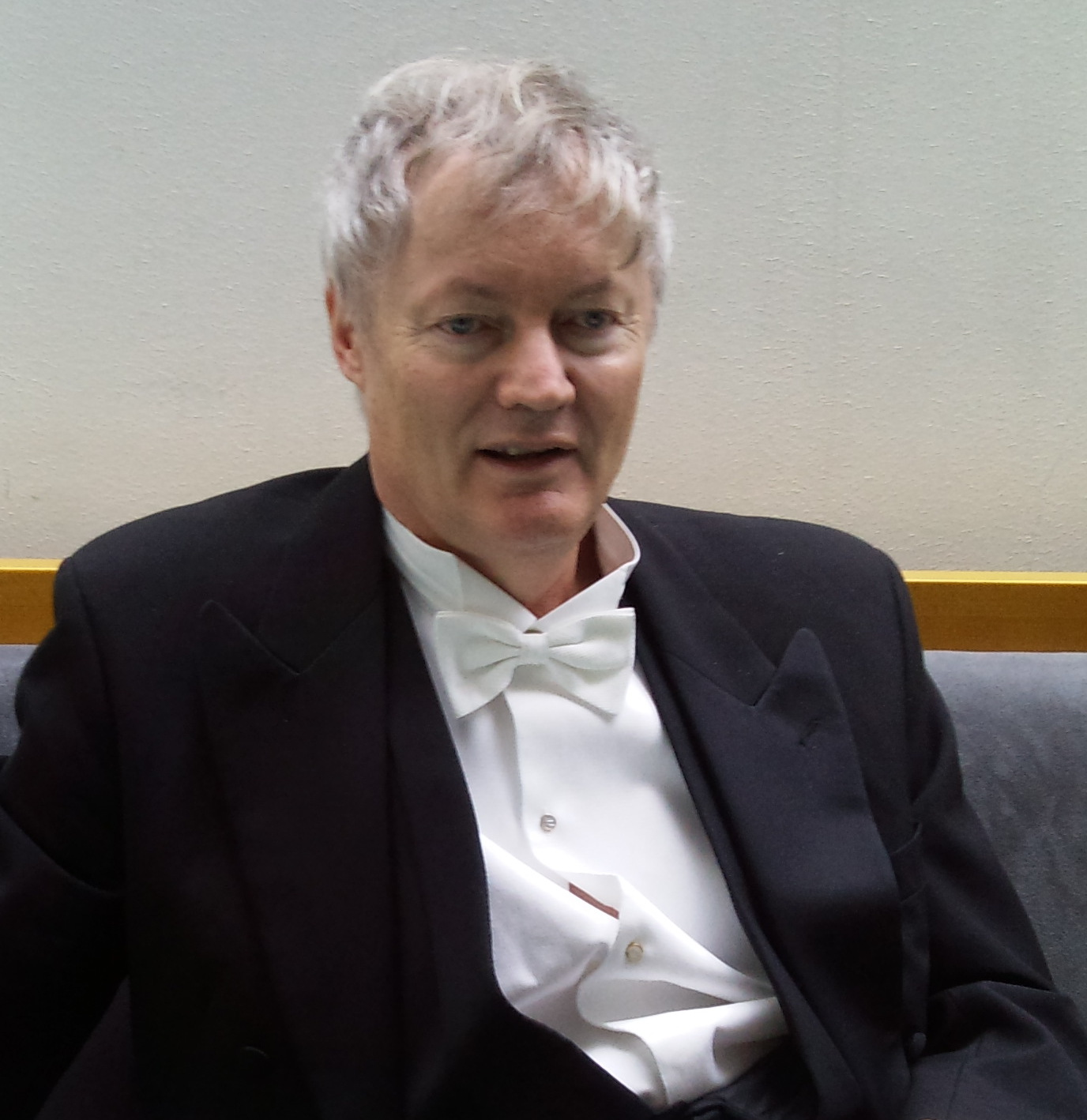
مایکل گرتزل

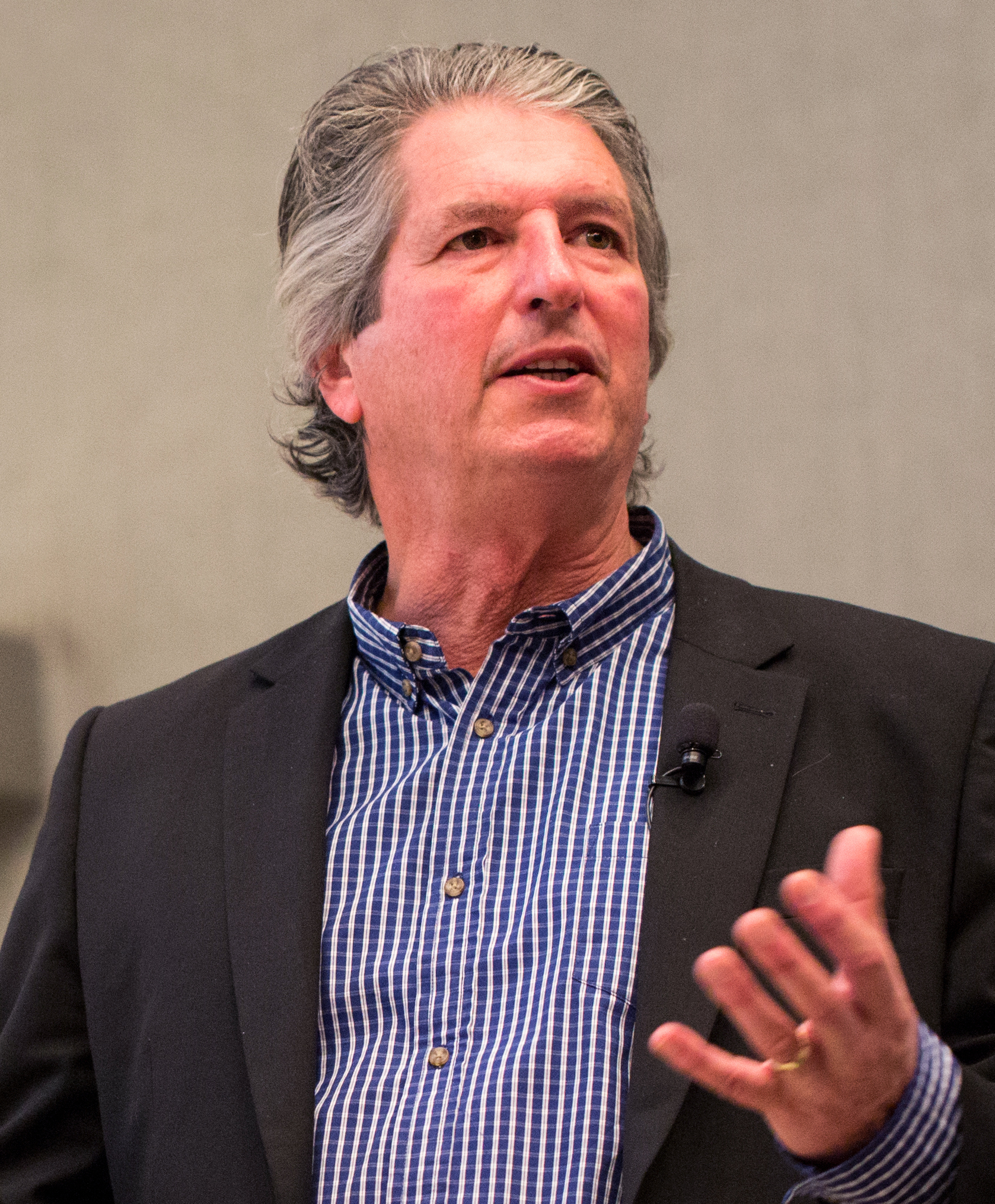
مارتین گرین

دستاورد: سلول‌های خورشیدی حساس شده با رنگدانه
مایکل گرتزل ابداع‌کننده نسل سوم سلول‌های خورشیدی حساس شده با رنگدانه است. این فناوری نویدبخشِ برق خورشیدی ارزان و پنجره‌های تولیدکننده برق است. اولین سلول‌های خورشیدی که از جنس سیلیکون بودند، در سال ۱۹۵۰ برای تأمین انرژی الکتریکی ماهواره‌ها به کار رفتند، اما قیمت آن‌ها برای تولید برق در روی زمین بسیار گران بود. گرچه از آن زمان قیمت سلول‌های خورشیدی سیلیکونی رو به کاهش بوده، هزینه آن‌ها تا زمان ابداع سلول‌های رنگ‌دانه‌ای همچنان گران بود. سلول‌های خورشیدی رنگدانه‌ای که به ابزار «فتوسنتز مصنوعی» نیز معروفند، از موادی ارزان‌قیمت ساخته می‌شوند و فرایند تولیدشان ساده است؛ بنابراین می‌توانند جایگزین مناسبی برای سلول‌های خورشیدی سیلیکونی گران‌قیمت باشند و برق پاک و ارزان خورشیدی را برای بشر به ارمغان آورند.
دو برنده دیگر سال ۲۰۱۰ نیز هر کدام یک جایزه ۱۵۰۰۰۰ یورویی دریافت کردند:
- ریچارد فرند برای ابداع دیودهای نورافشان ارگانیک یا اولِدها (OLED). این نوآوری او فصل جدیدی در ساخت لوازم الکترونیک پلاستیکی گشود. نمایشگرهای انعطاف‌پذیر، کاغذهای الکترونیک، سلول‌های خورشیدی ارگانیک ارزان و کاغذهای دیواری درخشنده، نمونه‌ای از فناوری‌هایی هستند که به کمک این نوآوری توسعه یافته‌اند.
- استفن فوربر برای ابداع معماری ریزپردازندهٔ آرم (ARM). این پردازنده‌ها با مصرف انرژی کم در عین توان پردازشی بالا، منجر به ظهور وسایل الکترونیک قابل حمل شدند.[۷]

سال: ۲۰۱۲

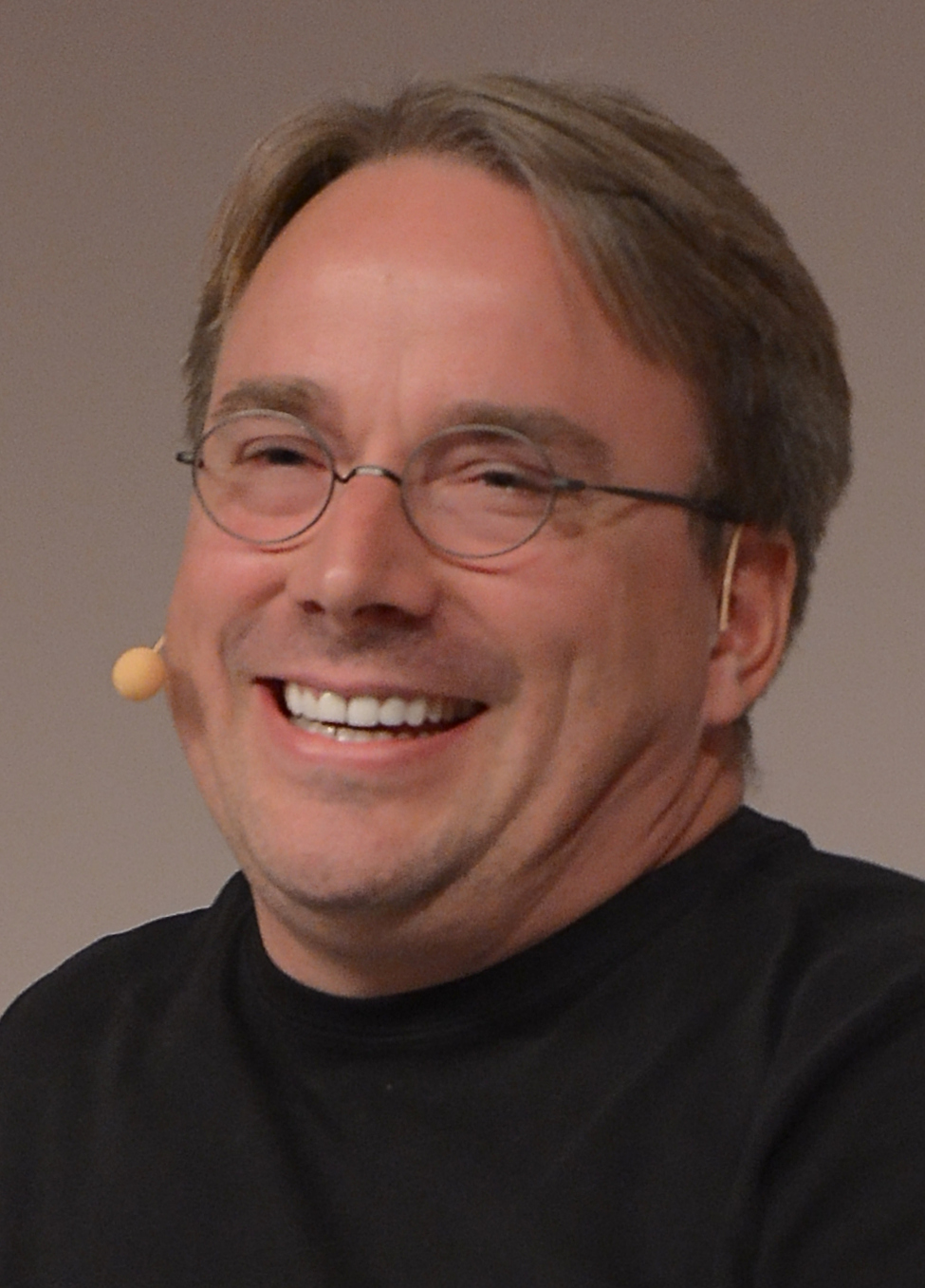
لینوس توروالدز

برندگان: لینوس توروالدز و شینیا یاماناکا
۱-لینوس توروالدز
ملیّت:  فنلاند و  ایالات متحده آمریکا
دستاورد: سیستم عامل متن‌باز
توروالدز هسته سیستم عامل لینوکس را در سال ۱۹۹۱ ابداع کرد. پس از آن این فناوری به سرعت همه‌گیر شد و هزاران توسعه‌دهنده و صدها شرکت در کشورهای مختلف جهان به کار بر روی آن و توسعه هسته لینوکس پرداختند. سرورهای وب و ابررایانه‌های سراسر جهان و نیز سیستم عامل اندروید مورد استفاده در گوشی‌های هوشمند، تبلت‌ها، تلویزیون‌های دیجیتال و… همگی از هسته لینوکس استفاده می‌کنند. امروزه میلیون‌ها نفر از این فناوری در زندگی روزمره و شغلی خود بهره می‌برند. مهم‌ترین ویژگی لینوکس این است که یک نرم‌افزار متن‌باز است و کار کردن با آن برای عموم آزاد است.

۲-شینیا یاماناکا
ملیّت:  ژاپن

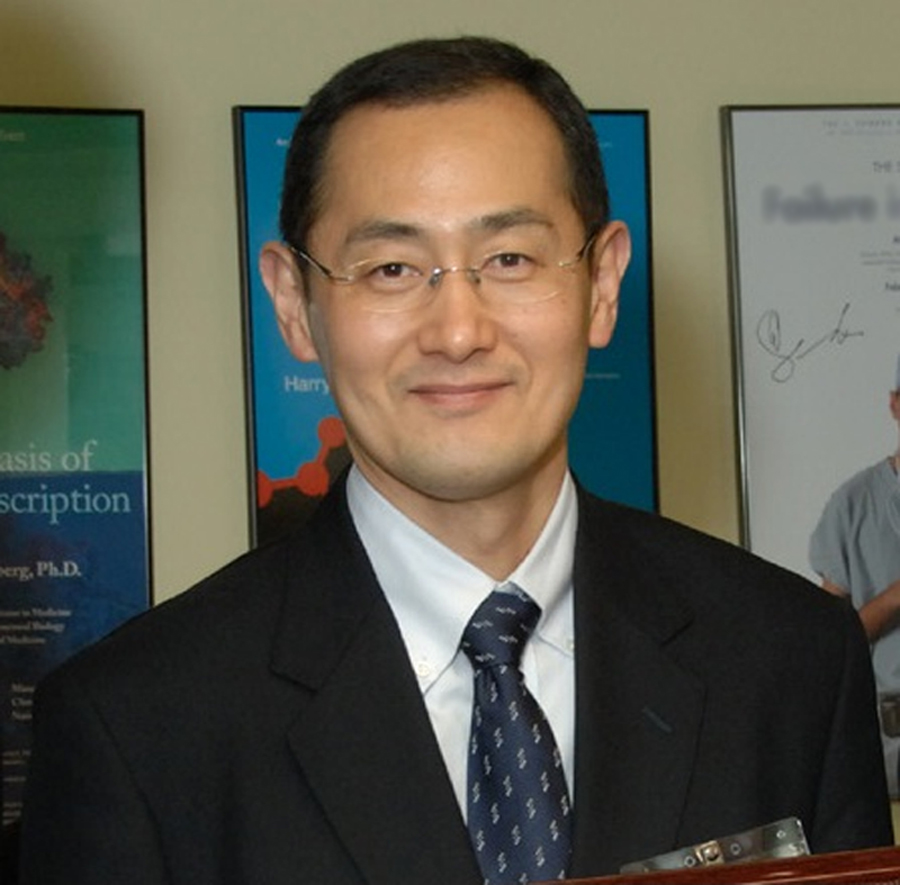
شینیا یاماناکا

دستاورد: سلول‌های بنیادی پرتوان القایی.
یاماناکا موفق به کشف روشی برای تبدیل سلول‌های بالغ به سلول‌های بنیادی پرتوان القایی (به اختصار سلول‌های iPS) شد. سلول‌های iPS که می‌توانند از سلول‌های مختلف بدن به دست آیند، قادرند به انواع سلول‌های دیگر از جمله سلول‌های عصبی، استخوانی، ماهیچه‌های قلب و بافت گوارشی تبدیل شوند. به این ترتیب ساخت انواع بافت‌های بدن در آزمایشگاه ممکن شد. تا پیش از آن انجام چنین کاری فقط با استفاده از سلول‌های بنیادی جنینی ممکن بود. به لطف این دستاورد چشمگیرِ یاماناکا و نیز پژوهش‌های مستمر او در این زمینه، هم‌اکنون پژوهش‌گران بسیاری در جهان در حال تحقیق بر روی سلول‌های بنیادی هستند تا بتوانند درمان‌هایی مؤثر برای بیماری‌های سختی مانند سرطان، دیابت و بیماری‌های شبکه عصبی مانند آلزایمر و پارکینسون پیدا کنند.
سال: ۲۰۱۴
برنده: استوارت پارکین
ملیّت:  بریتانیا
دستاورد: افزایش ظرفیت حافظه‌های مغناطیسی

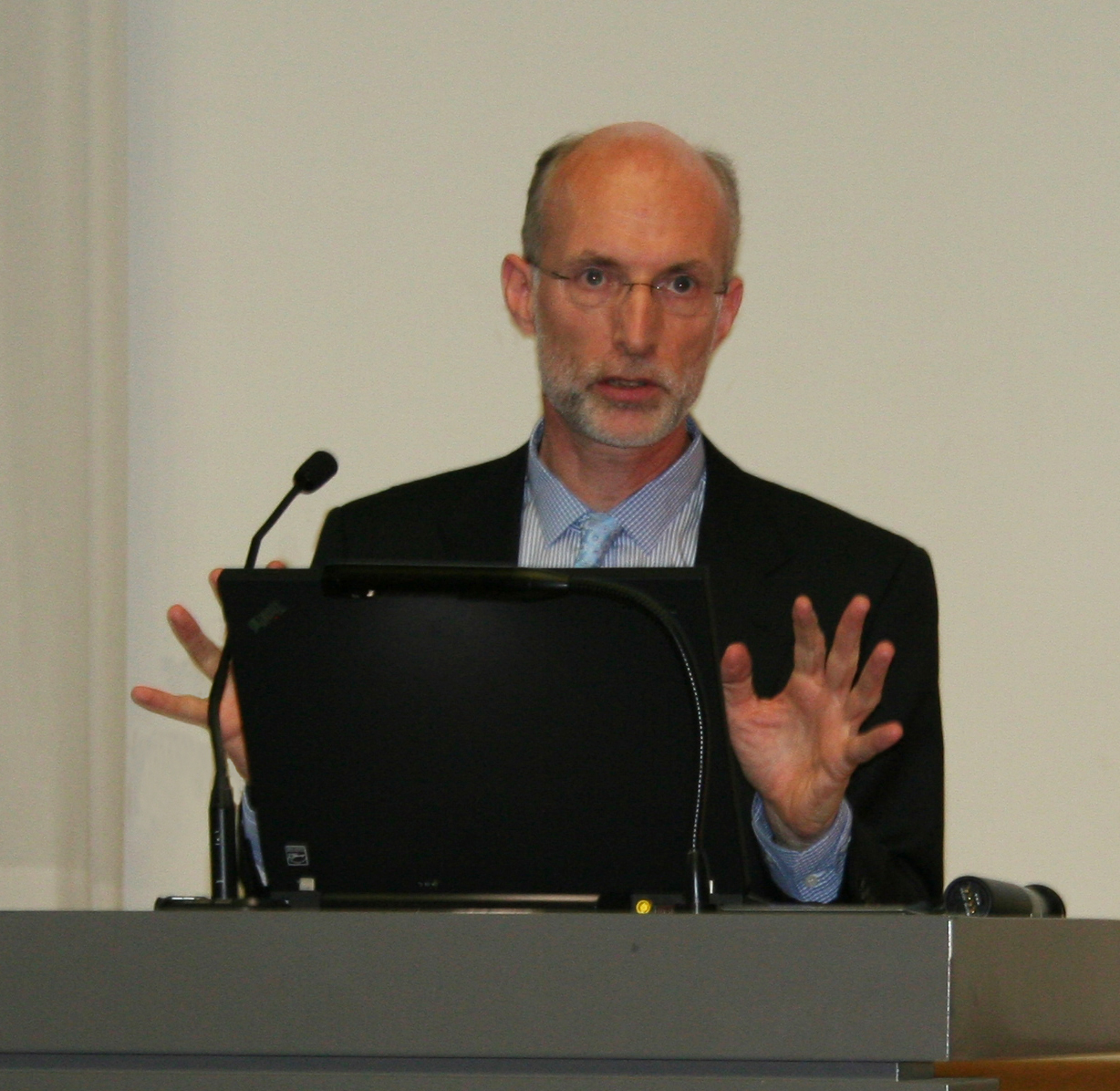
استوارت پارکین

نوآوری‌های استوارت پارکین منجر به افزایش هزار برابری ظرفیت حافظه‌های مغناطیسی شد. در این حافظه‌ها، بیت‌های اطلاعات به صورت نقطه‌های مغناطیسی‌شده‌ی کوچکی بر روی یک صفحه ذخیره می‌شوند. در یک فضای مشخص هر چه اندازه این نقطه‌ها کوچک‌تر باشد، می‌توان داده‌های بیشتری ذخیره کرد. اما تا پیش از کارهای پارکین نمی‌شد این نقاط را از حد خاصی کوچکتر کرد چرا که با حسگرهای موجود دیگر خواندن آن‌ها امکان‌پذیر نبود. پارکین یک حسگر فوق‌العاده حساس برای تشخیص میدان‌های مغناطیسی بسیار کوچک ساخت. پایه این نوآوری پدیده مغناطومقاومت بزرگ (GMR) بود که در سال ۱۹۸۸ کشف شد. به موجب این پدیده با تغییر میدان مغناطیسی، مقاومت الکتریکی به شدت تغییر می‌کند. پارکین به سرعت این کشف علمی تازه را به یک فناوری کاربردی تبدیل کرد. وی ابتدا نشان داد پدیده مغناطومقاومت بزرگ ساده‌تر از آنچه تصور می‌شد صورت می‌گیرد و در دمای اتاق نیز رخ می‌دهد. سپس روشی ساده و کاربردی برای تولید انبوه این ساختارهای چند لایه ابداع کرد و با استفاده از آن‌ها حسگر خود را ساخت. با این حسگر جدید می‌شد میدان مغناطیسی نقطه‌هایی را که هزار بار کوچکتر از قبل بودند تشخیص داد و همین امر امکان کوچک‌تر کردن نقطه‌های مغناطیسی و افزایش چشمگیر ظرفیت حافظه‌ها را فراهم کرد. این دستاورد منجر به افزایش فوق‌العادهٔ توان گردآوری داده و نیز ذخیره اطلاعات شده و این‌ها نیز به نوبه خود زمینه‌ساز ساخت مرکزهای داده عظیم، رایانش ابری، شبکه‌های اجتماعی و پخش آنلاین فیلم و موسیقی شد.
سال: ۲۰۱۶
برنده: فرانسیس آرنولد
ملیّت:  ایالات متحده آمریکا
دستاورد: تکامل هدایت شده

فرانسیس آرنولد

کشفیات خانم آرنولد شاخهٔ جدیدی در مهندسی پروتئین به نام تکامل هدایت‌شده را پایه‌گذاری کرد. در این فرایند از روش‌هایی مشابه با انتخاب طبیعی برای تولید پروتئین‌ها و نوکلئیک اسیدها استفاده می‌شود. در این فرایند، محققان جهش‌هایی تصادفی در دی‌ان‌ای ژن‌ها ایجاد می‌کنند. (به همان صورتی که این اتفاق در طبیعت رخ می‌دهد). سپس این ژن‌های جهش‌یافته، پروتئین‌هایی با ویژگی‌های جدید ایجاد می‌کنند که محققان از میان آن‌ها، پروتئین‌هایی که خواص مطلوب دارند را جدا کرده و همین فرایند را مجدداً روی آن‌ها انجام می‌دهند. این چرخه آن‌قدر تکرار می‌شود تا محصول مطلوب به دست آید. فرایند تکامل هدایت‌شده انقلابی در روش‌های مهندسی پروتئین‌ که عموماً آهسته و پرهزینه بودند به وجود آورده‌ است. هم‌اکنون این روش در صدها آزمایشگاه و شرکت صنعتی در سراسر جهان یه کار می‌رود و پروتئین‌هایی که به این روش تولید می‌شوند، جایگزین مواد اولیه نفتی یا گران‌قیمتی شده‌اند که برای تولید محصولاتی مانند سوخت‌ها، داروها، انواع کاغذها و کودها و آفت‌کش‌های کشاورزی به کار می‌رفتند. این فناوری مسیر حرکت به سمت شیمی سبز و انرژی‌های تجدیدپذیر را هموارتر کرده است.
سال: ۲۰۱۸
برنده: تومو سونتولا
ملیت:  فنلاند
دستاورد: فناوری لایه‌نشانی اتمی

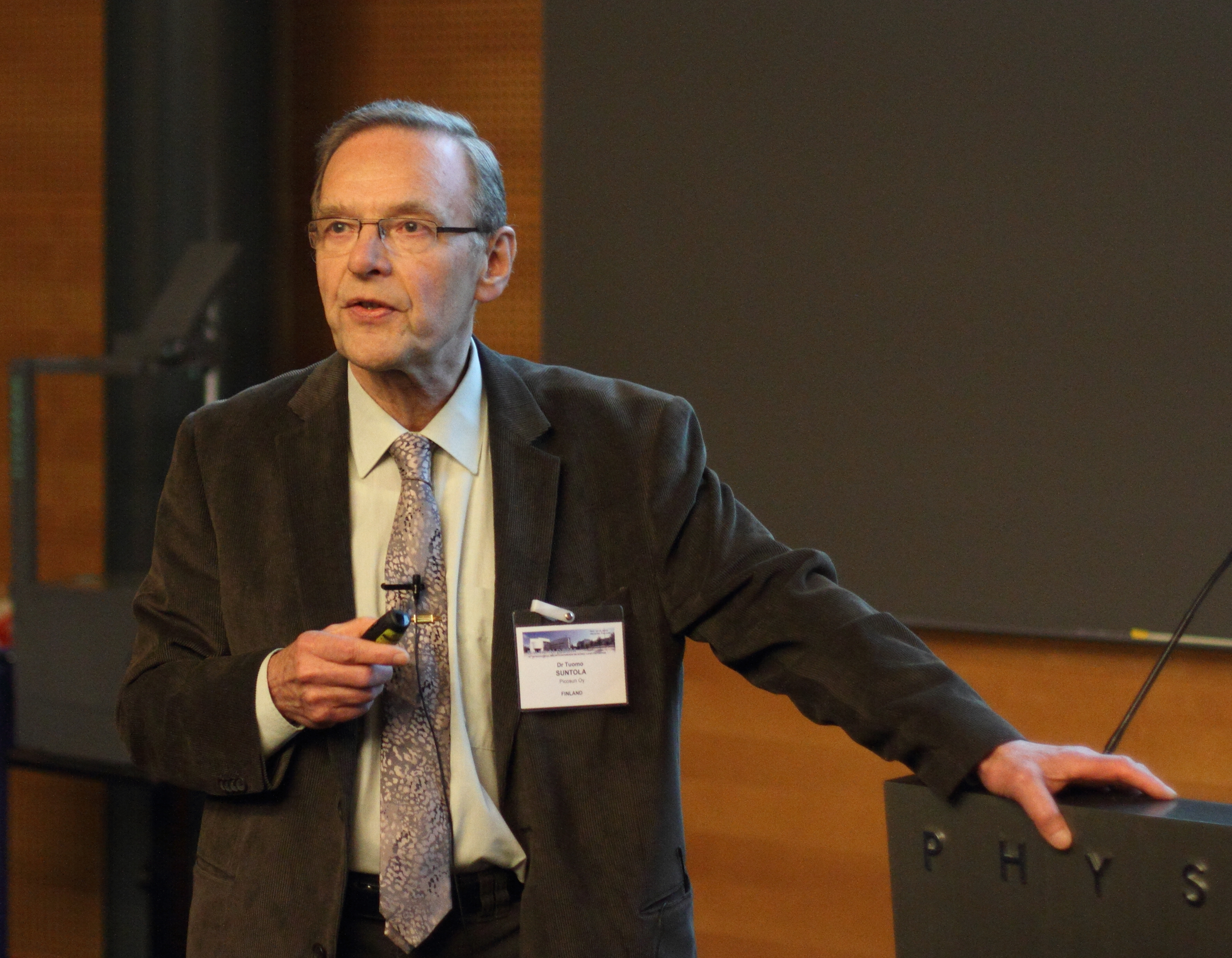
تومو سونتولا

دکتر «تومو سونتولا» (Toumo Suntola) جایزه فناوری هزارهٔ ۲۰۱۸ را به خاطر ابداع و توسعهٔ «فناوری لایه‌نشانی اتمی» (Atomic Layer Deposition به اختصار ALD) دریافت کرد. این فناوری تولید لایه‌های مواد در مقیاس اتمی را امکان‌پذیر کرد و موجب شکوفایی صنایع مختلف به‌ویژه در زمینهٔ تولید ریزپردازنده‌ها و حافظه‌های کامپیوتری شد.
لایه‌نشانی اتمی، فرایندی چند مرحله‌ای است که در هر مرحلهٔ آن، واکنشی اشباع شونده روی یک سطح انجام می‌شود و لایه‌ای به ضخامت یک اتم ایجاد می‌کند. به عنوان مثال برای تولید مادهٔ AB، بستری تهیه می‌شود که مولکول‌های آن در سطح خارجی به اتم‌های A ختم می‌شوند. سپس بخاری که حاوی اتم‌های B است با سطح تماس داده می‌شود تا اتم‌های A و B با هم واکنش دهند. هنگامی که تمام اتم‌های A واقع در سطح با اتم‌های B موجود در بخار واکنش دادند، واکنش اشباع و متوقف می‌شود و لایه‌ای اتمی با پیوندهای A-B روی سطح ایجاد می‌شود، با این تفاوت که در این حالت اتم‌های B سطح خارجی را پوشانده‌اند. سپس همین واکنش با بخاری که حاوی اتم‌های A است انجام می‌شود. این واکنش‌ها را می‌توان به‌طور متناوب و به دفعات لازم تکرار کرد تا مادهٔ مورد نظر با ضخامت لازم به دست آید.
لایه‌نشانی اتمی کاربردهای متنوعی در فناوری‌های پیشرفتهٔ امروزی دارد. تمام کامپیوترها و گوشی‌های هوشمند وابسته به قطعاتی هستند که با لایه‌های نازک حاصل از این فناوری ساخته می‌شوند. علاوه بر آن برای افزایش کارایی سلول‌های خورشیدی، لامپ‌های ال‌ای‌دی، باتری‌های لیتیوم-یون، تولید مواد دوست‌دار محیط زیست برای صنایع بسته‌بندی، تولید ایمپلنت‌های پزشکی و پوشش‌دهی نقره‌جات برای جلوگیری از تیره شدن، از این فناوری استفاده می‌شود.

سال: ۲۰۲۰

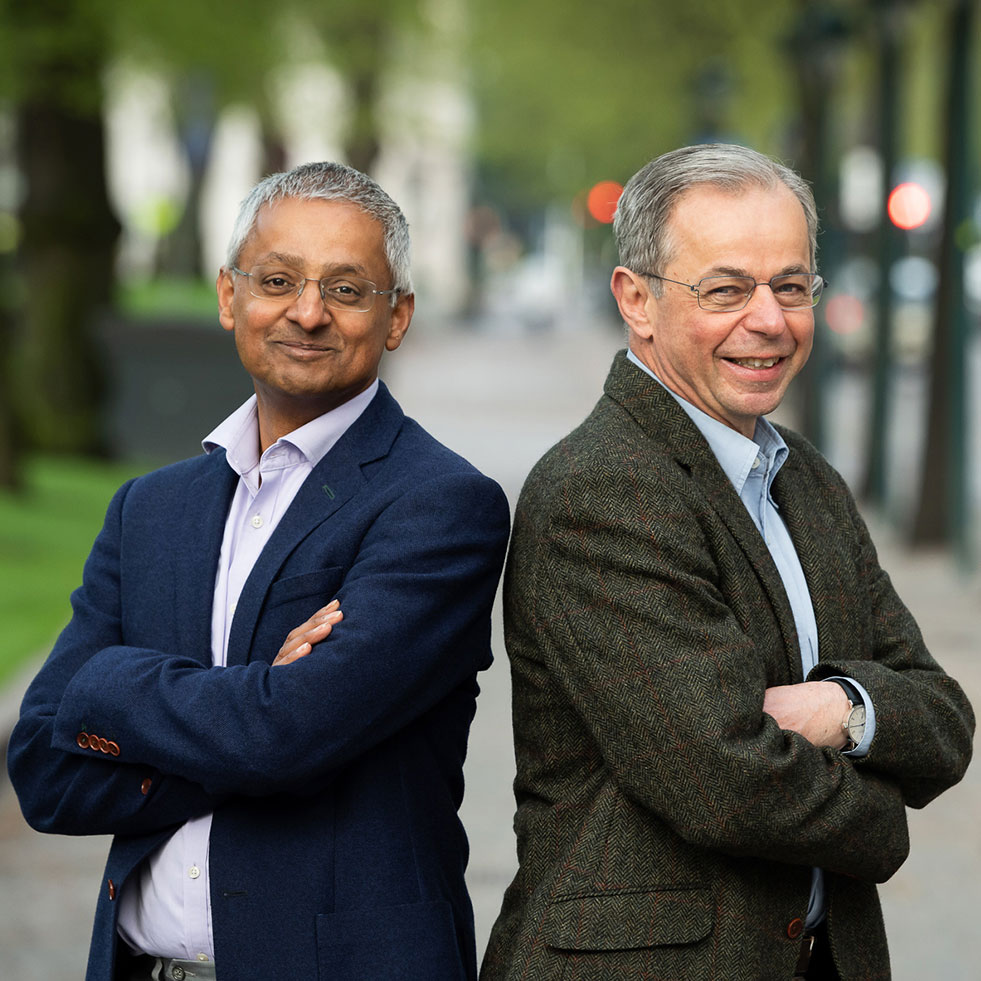
شانکار بالاسوبرامانیان و دیوید کلِنِرمَن

برنده: شانکار بالاسوبرامانیان و دیوید کلِنِرمَن
ملیّت:  بریتانیا
دستاورد: نسل جدید فناوری توالی‌یابی دی ان ای
پروفسورها شانکار بالاسوبرامانیان ودیوید کلِنِرمَن از دانشگاه کمبریج بریتانیا، به دلیل اختراع نسل جدید فناوری توالی‌یابی دی ان ای (NGS) برنده جایزه سال ۲۰۲۰ فناوری هزاره شدند. توالی‌یابی کامل دی ان ای نخستین بار در سال 2000 با هزینه‌ی بیش از یک میلیارد دلار انجام شد و ده سال به طول انجامید. اما به لطف پیشرفت‌های مداوم در این زمینه، هزینه آن به هزار دلار و مدت زمان آن به یک روز رسید. ابداعات بالاسوبرامانیان و کلنرمن باعث شد انجام این کار به صورت سریع، دقیق، کم هزینه و به طور انبوه امکان‌پذیر شود. این تحول درک ما از مبانی حیات را متحول کرد و باعث تبدیل علوم زیستی به یکی از شاخه‌های مهم علم و فناوری شد. 
امروزه فناوری NGS به طور گسترده در پزشکی به کار می‌رود و برای تشخیص انواع بیماری‌ها مانند سرطان یا بیماری‌های نادر و انجام آزمایش‌های جنینی استفاده می‌شود. به کمک این فناوری داروهای جدیدی مانند گونه‌های جدید آنتی‌بیوتیک‌ها و درمان‌های نوینی مانند درمان‌های ژنتیکی پدید آمده است. از دیگر کاربردهای قابل توجه NGS، توالی‌یابی ژنوم ویروس‌ها از جمله ویروس عامل بیماری کووید-۱۹ و تولید واکسن برای آن است.
سال: ۲۰۲۲
برنده: مارتین گرین
ملیّت:  استرالیا
دستاورد: سلول‌های خورشیدی سیلیکونی پربازده
جایزه سال ۲۰۲۲ برای اختراع و بهینه سازی سلول های خورشیدی موسوم به "پِرک" (PERC مخفف: passivated emitter and rear contact) به پروفسور مارتین گرین اهدا شد. هنگامی که فوتون های نور وارد بخش سیلیکونی سلول خورشیدی می‌شوند، الکترون‌ها را برانگیخته می‌کنند. این الکترون‌های برانگیخته با حرکت به سمت محل اتصال نیمه‌هادی‌ها جریان الکتریکی ایجاد می‌کنند. اما بعضی از این الکترون‌ها به سطح زیرین سلول برخورد می‌کنند و علاوه بر از دست دادن حالت برانگیختگی، موجب گرم شدن و کاهش بازدهی سلول می‌شوند. ابتکار جدید پروفسور گرین پوشاندن سطح زیرین سلول با لایه‌ای مناسب بود که باعث می‌شود الکترون‌های برانگیخته مجددا به درون سلول برگردند و الکتریسیته بیشتری تولید کنند. با تلاش او و همکارانش در توسعه این فناوری، بازده سلول‌های خورشیدی سیلیکونی از دهه‌ی ۱۹۸۰ تا اوائل دهه‌ی ۲۰۰۰ به تدریج بیش از دو برابر افزایش یافت و از ۱۶.۵٪ به حدود ۲۵٪ رسید. قیمت تمام‌شده‌ی این سلول‌ها چندان گران نیست و امروزه حدود ۹۰٪ از سلول‌های خورشیدی تولیدی در جهان را به خود اختصاص داده‌اند. این نوآوری نقش مهمی در تولید انرژی خورشیدی و گذار از انرژی‌های فسیلی به انرژی‌های پاک ایفا می‌کند.
سال: ۲۰۲۴

برنده: بانتوال جایانت بالیگا
ملیت:  هند

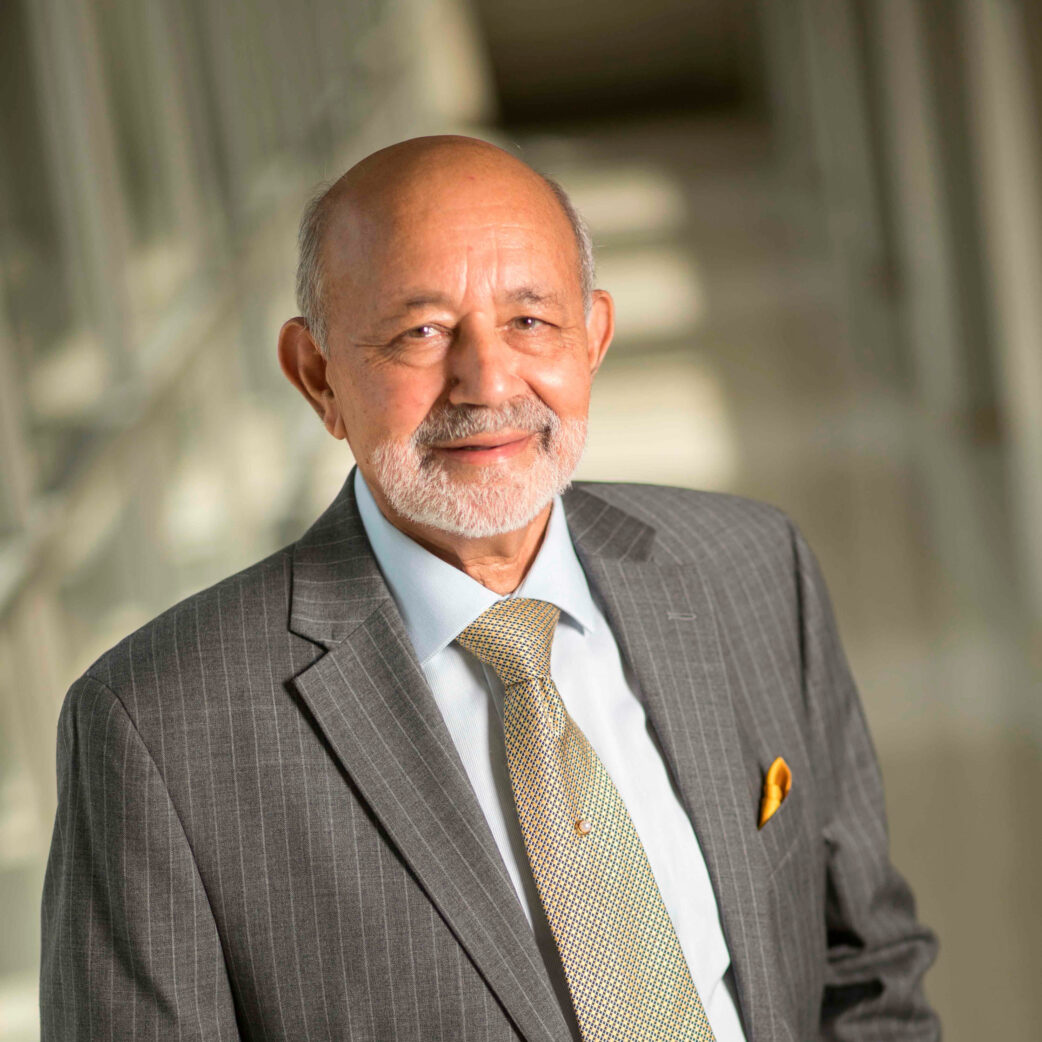
بانتوال جایانت بالیگا

دستاورد: ترانزیستور دوقطبی با گِیت عایق‌شده
جایزه سال ۲۰۲۴ برای اختراع، توسعه و تجاری‌سازی ترانزیستور دوقطبی با گیت عایق‌شده (موسوم به ترانزیستور IGBT) به پروفسور بالیگا از دانشگاه کارولینای شمالی در آمریکا اهدا شد. توسعه‌ی این ترانزیستورها در دهه ۱۹۸۰ باعث افزایش کارایی دستگاه‌های برقی و کاهش چشمگیر مصرف برق و سوخت‌های فسیلی شده است. این نوآوری همچنین برقی‌سازی دستگاه‌های مختلف و استفاده از انرژی‌های تجدیدپذیر را آسان و سودآور کرده و تاثیر مهمی در گذار به انرژی‌های پاک داشته است. امروزه از این ترانزیستورها در گستره وسیعی از تجهیزات الکتریکی استفاده می‌شود. از جمله در خودروهای برقی و هیبریدی، تجهیزات نیروگاه‌های خورشیدی و بادی، دستگاه‌های تصویربرداری پزشکی مانند MRI, سی‌تی اسکن و اشعه ایکس، اجاق‌های مایکروویو و القایی، دستگاه‌های تهویه مطبوع و ... .
تخمین زده می‌شود این فناوری از سی سال پیش تا کنون جلوی انتشار ۸۲ گیگاتن گاز دی اکسید کربن را در جهان گرفته است.